# パラスポーツマガジン
パラスポーツマガジン（Para-Sports Magazine）は、実業之日本社が発行している障がい者スポーツ専門雑誌。年2回刊行。

## 概要と特徴
- 2017年7月創刊[1][2]。日本初の障がい者スポーツ専門誌として、注目を集める。創刊記念パーティには、障がい者スポーツ関連団体、サポート企業、パラアスリート、パラリンピアンなど多くの関係者が参加した。
- 「障がい者スポーツ＆ライフスタイルマガジン」をキャッチフレーズに、パラリンピックをはじめとするパラスポーツの大会や選手の情報だけでなく、障がい者とその家族・関係者の生活に関わる身近なテーマを幅広く扱っている。
- 出版元の実業之日本社のほか、グロリアツアーズ（パラアスリートの海外遠征などを扱う旅行代理店）、フィスコ（金融情報配信会社）など、同じ企業グループに所属するスタッフが、「パラスポーツマガジン・プロジェクト」に参画。出版を中心に、イベント、企業PR、パラアスリート派遣、コンサルティングなどを行っている。
- 第4号（2018年10月発売）より、アルペンスキー選手としてパラリンピックに出場経験のある、野島弘を副編集長として迎える。
- 誌面と並行して、ホームページ、SNSで記事をタイムリーに配信。

### 題字
- 題字（タイトルロゴ）は、書家の金澤翔子（雅号:小蘭）氏による揮毫。金澤氏は創刊号に「障がいという大小さまざまなハードルを真摯に受け止め、それを乗り越えてスポーツに励む人々の姿に心を打たれました。題字では、そんな人々の姿をイメージし、前向きな力強さを表現させていただきました」とコメントを寄せている。

### おもな企画
- 毎号、テーマを立て、特集記事を組んでいる。創刊号より順に、「ウィルチェア魂」「トップを目指せ!」「スポーツと生きてゆく!」「カラダがテクノロジーで進化する!」「ボッチャの魔法」「パラスポーツの力」（第6号まで）
- パラリンピック種目だけでなく、知的障がい者スポーツ、聴覚障がい者スポーツに関する企画を毎号掲載。
- パラリンピック種目である「ボッチャ」を第5号（2019年4月発売）で特集して以来、ボッチャ関連の記事を毎号掲載。スタッフチームが、ボッチャ大会にも参加している。
- 編集スタッフがパラスポーツを実際に体験する記事を掲載。これまでボッチャをはじめ、ブラインドサッカー、ゴールボール、フロアホッケーなど。
- トップパラアスリートを中心に、インタビュー、対談記事を掲載。以下、登場したおもな選手は香西宏昭（車いすバスケットボール）、別所キミヱ（車いす卓球）、鈴木亜弥子（パラバドミントン）、池崎大輔（ウィルチェアラグビー）、国枝慎吾（車いすテニス）、村岡桃佳（アルペンスキー）、成田緑夢（スノーボード）、新田佳浩（クロスカントリースキー）、マスクス・レーム（陸上）、伊藤智也（陸上）、天摩由貴（ゴールボール）、欠端瑛子（ゴールボール）